# دیرآیلند (اورگن)
دیرآیلند (به انگلیسی: Deer Island) یک منطقهٔ مسکونی در ایالات متحده آمریکا است که در شهرستان کلمبیا، اورگن واقع شده‌است. دیرآیلند ۱٫۳ کیلومتر مربع مساحت و ۲۹۴ نفر جمعیت دارد و ۱۷٫۰۷ متر بالاتر از سطح دریا واقع شده‌است.